# Tiszaroff
Tiszaroff is een plaats (község) en gemeente in het Hongaarse comitaat Jász-Nagykun-Szolnok. Tiszaroff telt 1905 inwoners (2002).